# Jefery Levy
Jefery Levy, né le 21 mai 1958 à New York, est un réalisateur et producteur américain.

## Biographie
En 1985, alors qu'il est fraîchement diplômé de l'UCLA, Jefery Levy écrit et produit la comédie d'horreur à petit budget Ghoulies, mettant en scène de petites créatures démoniaques. Le film est un succès. 
Jefery Levy produit et réalise à partir des années 1990 une trentaine de projets pour le cinéma, mais surtout pour la télévision. 
En 2012, il fonde la société de production X MARKS THE EARTH, un studio de cinéma à petit budget avec l'intention de convertir des films à petit budget en émissions de télévision.
Au cinéma, il obtient un certain succès en 2015 avec ME, film dans lequel il joue en plus d'en être le scénariste, le réalisateur et le producteur. La même année il réalise The Key, une adaptation du roman La Clef du romancier japonais Jun'ichirō Tanizaki.

## Filmographie sélective
- Ghoulies (1985)
- Rockula (en) (1990)
- Drive (1991)
- Inside Monkey Zetterland (en) (1993)
- SFW (1994)
- Sliders : Les Mondes parallèles (1997) (TV)
- Lawless (1997) (TV)
- Roar (1998) (TV)
- Spy Game : Jeu d'espions (1998)
- Hollyweird (en) (1998) (TV)
- Et Tu Babe (1999)
- Iggy Vile M.D. (1999) (TV)
- Profiler (1999) (TV)
- La Famille Green (1999) (TV)
- Secret Agent Man (1999) (TV)
- The Expendables (2000) (TV)
- FreakyLinks (2000) (TV)
- Dark Angel (2000) (TV)
- Harsh Realm (2000) (TV)
- Roswell (2001)
- UC: Undercover (en) (2001) (TV)
- Les Experts (2001) (TV)
- Les Nuits de l'étrange (2001) (TV)
- Keen Eddie (2003) (TV)
- Queens Supreme (en) (2003) (TV)
- Dead Zone (2003) (TV)
- Man of God (2005)
- Numb3rs (2005) (TV)
- Rescue Me : Les Héros du 11 septembre (2005) (TV)
- Monk (2006) (TV)
- Eureka (2006) (TV)
- Las Vegas (2006) (TV)
- Ghost Whisperer (2005) (TV)
- The Key (2014), inspiré du roman La Clef de Junichirô Tanizaki
- ME (2015)